# Crotalaria becquetii
Crotalaria becquetii är en ärtväxtart som beskrevs av Rudolf Wilczek. Crotalaria becquetii ingår i släktet sunnhampor, och familjen ärtväxter.

## Underarter
Arten delas in i följande underarter:
- C. b. becquetii
- C. b. turgida